# Autonoma rörelsen i Sverige
Autonoma rörelsen i Sverige, av Säkerhetspolisen kallad den autonoma miljön, är samlingsnamn på olika vänsterextrema politiska grupper som har socialistisk eller anarkistisk ideologi.  De kan betecknas som arvtagare till en marxistisk doktrin. De definierar sig ofta som motståndare till något fenomen, såsom antifascism, antiglobalisering, antiimperialism, antikapitalism, antimilitarism och antisionism.
Grupper i den autonoma vänstern organiserar sig icke-hierarkiskt och utan parlamentarisk representation. Det finns två läger inom miljön, där det ena förespråkar traditionell politisk verksamhet medan det andra förespråkar och använder våld, oftast mot egendom; men inom vissa grupperingar förekommer även våld mot människor.

## Ideologi
Begreppet "den autonoma rörelsen" är en vidareutveckling från autonom marxism som uppstod i Italien på 1960-talet. Den italienska autonoma marxismen var sin tur är nära knuten till den europeiska rådssocialistiska strömningen och en marxistisk teori som utvecklades kring C.LR. James, Grace Lee Boggs, Raya Dunayekskaya och senare League of Revolutionary Black Workers, Sojourner Truth Organization och Race Traitor Collective, Midnight Notes Collective i USA vilken beroende hur olika "sektionella" skikt inom arbetarklassen "oberoende" deltog i kamp utifrån egna, omedelbara intressen. I Sverige kan den autonoma rörelsen beskrivas som en hybrid av autonom marxism och en rad olika radikala vänsterströmningar så som kommunism, syndikalism, marxism och anarkism. Begreppet autonom var som starkast i Södra Sverige under 1990-talet, inte minst i Öresundsregionen där blockaderna i Lund på 30 november 1991 och 1992 kom att utgöra viktiga kollektiva erfarenheter för den radikala vänstern vändning bort från pacifism och till en mer hårdför typ av gatupolitik.
Den autonoma vänstern betonar "oberoende" kamper fristående från dominerande institutioner, ofta i form av utomparlamentarisk och utomfackling organisering, ibland kopplat till en frihetligt socialistisk ideologi. Dock finns exempel på där exempelvis tyska högerextremister kallar sig autonoma och försöker efterlikna de vänsterautonomis organisationer, inte minst i ett fokus på områden oberoende av stater. I Sverige, liksom i flera andra länder, har den autonoma rörelsen varit sammanflätad med militant antifascism, även om antifascism inte nödvändigtvis utgår från den autonoma marxismens organiseringsmodell av klasskamp genom oberoende basorganisering.
Målet för aktivister i den autonoma miljön tenderar att vara ett klasslöst och rättvist samhälle, som de menar i förlängningen innebär en rättvisare världsordning där globaliseringen inte sker på tredje världens bekostnad.
Den autonoma ideologin är positiv till feminism, HBTQ-rörelsen, invandring och mångkultur. Delar av den autonoma rörelsen har engagerat sig i asylfrågor inom kampanjerna "aktion mot deportation" och "ingen människa är illegal" vilket har sin motsvarighet i autonoma rörelser utomlands.
Inom rörelsen finns en anti-amerikansk agenda då USA är känt för storföretag och kapitalism.
Autonoma ser som sin främsta fiender de som vill införa ett auktoritärt styre, de som vill begränsa invandring till Sverige och de som säger sig försvara svensk etnicitet. Bland dessa återfinns Vit makt-rörelsen. De autonoma använder ofta epitetet fascister för att beskriva sina meningsmotståndare och utöver dessa personer som uppfattas upprätthålla samhällsstrukturer de vill bekämpa, såsom företagare eller myndighetsföreträdare.

## Organisationer och grupper
Det sker ofta förändringar inom den autonoma miljön och personer är ofta aktiva i flera olika grupper. Organiserandet sker i nätverk eller tillfälliga kampanjer och aktioner. Enligt Säpo omfattar rörelsen år 2010 bland annat Revolutionära Fronten, Antifascistisk aktion och Global intifada.

### Våldsbejakande grupperingar

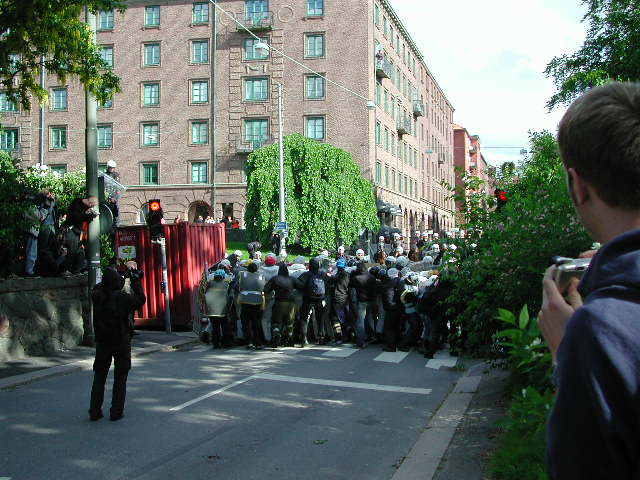
Göteborgskravallerna i juni 2001: autonoma försöker bryta igenom polisens spärrlinje

De autonoma grupperingarna har sina rötter i 1980-talets Husockupationer i Sverige. De skiljer sig från andra vänsterrörelser i sin uppfattning att samhället inte kan förändras via parlamentarisk demokrati vilket de anser legitimerar brottslighet. Militanta grupperingar inom den autonoma miljön menar att ett nytt styrelseskick för Sverige endast kan uppnås genom revolution.
Två av de mest framträdande organisationerna i den våldsbejakande vänsterextrema miljön var (2016) Antifascistisk Aktion (AFA) och Revolutionära Fronten (RF). RF bildades i efterspelet till Göteborgskravallerna år 2001.
Inom dessa nätverk fanns (2014) våldsförhärligande av terroristorganisationer som Real IRA, Röda brigaderna, PKK tillika dessa organisationers efterföljare.
FOI betecknar (2018) vad man kallar utomparlamentarisk vänster som "våldsbejakande autonomism" och innefattar i det begreppet antagonistiska aktörer som agerar utanför och i opposition till Sveriges politiska system.

#### Djurrättsrörelsen
Våldsamma djurrättsaktivister riktar sina angrepp mot enskilda personer och företag och använder därmed odemokratiska metoder och bryter mot demokratiska rättigheter, men de har inga ambitioner att förändra landets styrelseskick. Djurrättsrörelsen är en enfrågerörelse inom den autonoma miljön.

## Politiskt motiverad brottslighet
I Brottsförebyggande rådets rapport Våldsam politisk extremism, Rapport nr 2009:15. redovisas att under tiden mars 1999 till februari 2009 har personer i den autonoma miljön varit skäligen misstänkta för 1 207 politiskt motiverade brott. Fördelningen i olika brottskategorier såg ut som följer:
- Våldsbrott 162 fall (varav misshandel 152 fall)
- Brott mot frihet och frid, 147 fall (varav olaga hot och tvång 20 fall och olaga intrång och hemfridsbrott 90 fall och ofredande 37 fall)
- Ärekränkningsbrott 7 fall
- Tillgreppsbrott 67 fall
- Skadegörelsebrott 169 fall
- Allmänfarliga brott 52 fall  (varav mordbrand 25 fall)
- Brott mot allmän ordning 391 fall  (varav våldsamt upplopp 253 fall)
- Brott mot allmän verksamhet 97 fall  (varav våld mot tjänsteman  46 fall och våldsamt motstånd 41 fall)
- Andra ordningsstörande brott 87 fall
- Övriga 36 fall

Måltavlorna utgjordes av allt från företag och myndigheter till meningsmotståndare och partisammankomster. De misstänkta brotten riktas mot den extrema högern och vit maktmiljön, och andra som anses stå för sexism och kapitalism.
De vanligaste misstänkta brotten de senaste 10 åren var olaga intrång, skadegörelse och tillgreppsbrott mot egendom. De vanligaste måltavlorna för misshandel var meningsmotståndare. Vanligaste måltavlorna för olaga hot och olaga tvång var även där meningsmotståndare.